# Museo de Hospitalet de Llobregat
El Museo de Hospitalet es un equipamiento cultural de titularidad municipal que tiene por objetivo difundir y conservar el patrimonio cultural y material de Hospitalet de Llobregat. El museo se inauguró en 1972 en el edificio del siglo XVI Casa España, y forma parte de la Red de Museos Locales de la Diputación de Barcelona.

## Edificios
El Museo tiene su sede central en Casa España, construida en 1563 por la familia Llunell; la casa pasó más tarde a ser propiedad de los Molinès y, finalmente, de la familia Espanya. El edificio fue declarado Bien Cultural de Interés Nacional en 1975. En la década de 1970 se incorporó al Museo el edificio conocido como Casa de los Ventanales Góticos, y en la década de 1990 los equipamientos se ampliaron con la Sala Alexandre Cirici y la Masía de Can Riera.

## Fondo
Las colecciones del museo son muy variadas: cuenta con un fondo de arte contemporáneo que se exhibe periódicamente en exposiciones temporales, formado por obras de artistas de la segundas mitad del siglo XX como Dalí, Miró, Tàpies, Guinovart, Solanich, Manolo Hugué y Josep Serra, entre otros. El museo también cuenta con un conjunto de retablos religiosos de lo siglos XVI y XVII, procedentes de la antigua iglesia de Santa Eulalia de Mérida, entre los que destacan el retablo de las almas, atribuidos a Jaume Huguet I y Jaume Huguet II.